# Хрустальный (сериал)
«Хрустальный» — российский десятисерийный фильм в жанре психологической криминальной драмы. Премьера телесериала состоялась 20 апреля 2021 года на стриминговой платформе KION. Главную роль сыграл Антон Васильев.

## Сюжет
Талантливый московский следователь Сергей Смирнов (Антон Васильев) считается одним из лучших «охотников» на маньяков и серийных убийц. На его малой родине — маленьком шахтёрском городке Хрустальном — появляется маньяк, который изощрённо убивает детей. Почерк убийцы напоминает маньяка, орудовавшего 30 лет назад, но, кажется, давно убитого в тюрьме. Население в панике, а у губернатора скоро выборы. Смирнова, несмотря на его явное нежелание, направляют в Хрустальный, где он не был уже 20 лет.
Новое дело воскрешает в памяти Смирнова тяжелые воспоминания из детства. Когда-то ребёнком он сам стал жертвой преступника, но тогда родные не оказали ему поддержки: его пьющая мать-одиночка больше занималась устройством личной жизни, а старший брат — самый близкий его человек — приказал молчать о случившемся. Он сбежал из ада Хрустального, даже сменил фамилию, но травма никуда не делась и постоянно отравляет Сергею жизнь: он в разводе, пьёт и забывается в работе. Его брат Геннадий Пронченко (Николай Шрайбер) смог встроиться в жизнь Хрустального, очень удачно женился, тоже пошёл в «органы», дослужился до главы местного УВД и подозрительно близко связан с местной властью. Теперь два брата вынужденно работают над одним делом, и успех в поимке маньяка не в последнюю очередь зависит от того, смогут ли братья найти общий язык.
Список и описание серий
| № серии | Премьера   | Описание серии |
| ------- | ---------- | --- |
| 1       | 20.04.2021 | События сериала происходят в городе Хрустальный. Во время рыбалки отец с сыном находят в воде изуродованный труп мальчика. Следователи предполагают, что это тело пропавшего три дня назад мальчика Вити, но это оказывается не он. Для расследования дела в город направляют одного из лучший детективов Москвы — Сергея Смирнова. |
| 2       | 20.04.2021 | Сергей думает что маньяк мумифицирует своих жертв и делится своими догадками с коллегами. На это указывает проведённая экспертиза — в подкожных слоях убитого мальчика содержится небольшое количество соли. Вероятно, маньяк засолил труп, а вода вымыла большую часть соли. Возможно преступник каннибал. |
| 3       | 28.04.2021 | Сергей встречается со своей знакомой Ириной. Он начинает думать, что не нужно связывать новые преступления с событиями прошлого. После встречи с одноклассниками Сергей понимает, что город как и был, остался местом потерянных душ, где все живут лицемерием и обманом. |
| 4       | 05.05.2021 | Сергей встречается со своим другом. Во время разговора они выясняют некоторую информацию из жизни главного подозреваемого. Чтобы лучше понять маньяка, Сергей представляет себя на его месте. Он пытается выяснить как действует преступник. Для этого он выслеживает детей возле школы и без особого труда заманивает одного ребёнка к себе в машину.                                                                                             |
| 5       | 12.05.2021 | Сергей постоянно вспоминает свои детские обиды и травмы и всё больше злоупотребляет алкоголем. Губернатор области и полиция Хрустального хотят закрыть дело как можно быстрее и без лишнего шума, так как в городе скоро запланировано открытие водохранилища, на котором будут присутствовать первые лица государства. Сергей предполагает, что маньяком может быть его бывший одноклассник — Саша Головченко. Сергея вынуждают уехать из города. |
| 6       | 19.05.2021 | Сергей со своей командой продолжает расследовать дело. Они узнают, что преступник похитил ещё одного мальчика, с которым Сергей подружился в Хрустальном. Детектив возвращается в город. Он предполагает, что в преступлениях виноват местный криминальный авторитет Барс, который в прошлом надругался над Сергеем. |
| 7       | 26.05.2021 | Детектив находит мумифицированных мальчиков. На маньяка устраивают засаду, но поймать его не получается. Сергей выслеживает преступника и между ними развязывается борьба. |
| 8       | 02.06.2021 | Головченко задержан. В ходе допроса выясняется, что Александр умственно больной. Он рассказывает Сергею о шести случаях, когда находил мальчиков, но утверждает, что не похищал детей, а они «падали с неба». В это время приходит информация о пропаже ещё одного ребёнка. Детектив уверен, что настоящий преступник не пойман. |
| 9       | 09.06.2021 | Александр рассказывает детективу, что не убивал детей, а хотел их воскресить, так как в шахту их скидывали мёртвыми. Сергей уверен, что убийца — Барс, однако его коллега отказывается это слушать. Сергея отстраняют от дела и приказывают вернуться в Москву. Детектив едет в дом Барса. |
| 10      | 16.06.2021 | После возвращения в Москву Сергей узнает, что пропал еще один ребенок - Никита, сын Кати. После этого Сергей возвращается в родной город для того, чтобы спасти пропавших и доказать всем, что Барс причастен к пропаже детей. |

## Замысел, съёмки, премьера
Автор идеи и сценарист Олег Маловичко положил в основу сериала свой травматичный детский опыт. В 2018 году в колонке для журнала Esquire он рассказал, как в 13 лет на него напал пьяный «кандидат на вакантное место папы», избил его и угрожал изнасиловать. Тогда Олег выпрыгнул в окно, чтобы сбежать. Следующие полгода он провёл в больнице, сумев подняться на костыли лишь спустя 4 месяца реабилитации. Название сериала родилось из новости, что его родной городок Красный Луч в Луганской области переименовали в Хрустальный. По его словам, «поразил контраст этого названия — очень хрупкого, очень светлого, очень воздушного — с тем, что переименование произошло в результате войны на юго-востоке Украины. Мне кажется, в этом была попытка замести под ковёр природу этого места — теперь мы хрустальные, и ничего до этого не было. Тогда прозвучал первый звоночек, стали появляться контуры этой будущей истории».
Мне хотелось детально рассмотреть тему взаимодействия близких людей, близких по крови, по обстоятельствам взросления. Когда мы говорим «как братья», представляем очень красивую, добрую связь. Но это не всегда так.автор сценария Олег Маловичко
Съёмки сериала проходили преимущественно в Ростовской области в 2020 году. В качестве основной площадки режиссёр Душан Глигоров выбрал город Шахты, так как в Москве или Подмосковье было невозможно воссоздать необходимую атмосферу. Три месяца ушло на подготовительный период и около трёх месяцев на сами съёмки.
«Хрустальный» стал одним из первых оригинальных проектов нового онлайн-кинотеатра KION и стал доступен со старта сервиса 20 апреля 2021. Первая серия сериала была бесплатно размещена на YouTube и за первые шесть дней набрала один миллион просмотров. К сентябрю 2021 сериал был самым успешным оригинальным проектом Kion.
Несмотря на успех сериала, от съёмок второго сезона отказались. Изначально такие планы были, но исполнитель главной роли Антон Васильев не стал участвовать в проекте, так как эта «работа потребовала от него таких моральных и физических сил, что он не в состоянии проходить через подобное испытание ещё раз».

## Оценки
Дмитрий Камышенко в «Снобе» написал, что «визуально „Хрустальный“ безупречен. Картинка отполирована, основные актёры прекрасны, фоновая музыка поддерживает атмосферу. Тот случай, когда российский сериал про полицию не пахнет ментами с НТВ». И всё же, как отмечает кинокритик Наталья Григорьева: «„Хрустальный“ берет все же не визуальной смелостью — таким уже не удивишь — а смысловой». Также она отдаёт должное «дуэту двух главных персонажей в исполнении выбравшихся из однотипных второстепенных ролей Антона Васильева и Николая Шрайбера. Помимо того, что сами типажи подобраны удачно, актёрам удается добиться необходимой, не совсем здоровой химии, заставляющей поверить в родство».
Критики отмечают, что «Хрустальный» — это своеобразная попытка снять культовые «Настоящий детектив» или «Твин Пикс» на российской земле. Однако ключевое достижение сериала, по мнению критиков, в том, что «Хрустальный» демонстрирует, что раздражение, агрессия, насилие, саморазрушение — такие частые атрибуты мужчин — могут идти из детства, являться непроработанными последствиями травм детской психики. Сериал стал одним из первых художественных киновысказываний на тему насилия в отношении мужчин, причём основанных на реальных событиях.
По мнению 20 ведущих российских кино- и телекритиков из таких изданий, как «Независимая газета», «Ведомости», «Аргументы и факты», «Комсомольская правда», «Российская газета», «Эхо Москвы» и другие, сериал занял второе место в списке «Лучшие отечественные сериалы 2021 года», который ежегодно составляет интернет-проект Кино-театр.ру.

## В ролях
- Антон Васильев — Сергей Смирнов (Пронченко), сотрудник Следственного Комитета, охотник на серийных убийц
  - Артём Божутин — 9-летний Сергей
  - Пётр Натаров — 13-летний Сергей
- Николай Шрайбер — Геннадий Пронченко, брат Сергея, начальник УВД города Хрустальный, майор полиции
  - Роман Ленков — 11-летний Геннадий
  - Максим Карушев — 15-летний Геннадий
- Екатерина Олькина — Алена, жена Геннадия
- Карина Разумовская — Ирина Владимировна, учительница химии, подруга детства Смирнова
  - Мария Абрамова — 9-летняя Ирина
  - Таисия Калинина — 13-летняя Ирина
- Дарья Екамасова — Катя Сказка, проститутка, бывшая девушка Геннадия, подруга Смирнова.
  - Александра Киселёва — 15-летняя Катя Сказка
- Даниэль Эш — Никита, сын Кати, пленник маньяка, освобожденный Сергеем и Геннадием
- Владимир Виноградов — Вячеслав Игоревич Сеньков, директор школы города Хрустальный, наставник Смирнова, учитель географии
- Дмитрий Куличков — Семён Борисенко («Барс»), криминальный бизнесмен и авторитет города Хрустальный, друг/враг Геннадия, враг Смирнова
  - Иван Егоров — 14-летний Барс
  - Кирилл Буханцев — Барс в 18 лет
- Олег Алмазов — Виктор Холоденко, сотрудник Следственного Комитета, начальник Смирнова
- Марк Давыдов — Витя Баранов, жертва маньяка
- Григорий Багров — Баранов, его отчим
- Инна Степанова — Света Баранова, мать Вити
- Константин Тополага — губернатор (по всей видимости — Ростовской области)
- Артём Федотов — Гребешков, мэр Хрустального
- Антон Шурцов — Шалимов, видеоблогер, враг Борисенко
- Игорь Огурцов — Коломиец
- Андрей Курносов — Шкрек
  - Яков Киселевич — Шкрек в 14 лет
- Владимир Афанасьев — Ивашов, оперативный сотрудник УВД города Хрустальный
- Сергей Гилёв — Головченко, психбольной, подозреваемый в деле о серийных убийствах детей, одноклассник Смирнова
  - Платон Саввин — 13-летний Головченко
- Мадлен Джабраилова — Розалия Львовна, психолог
- Анна Роскошная — Марина Пронченко, мать Геннадия и Сергея
- Екатерина Соколова-Жубер — Вика, жена Сергея
- Стефан Бузылёв — Валера-цыган
- Олег Васильков — Марат
- Алексей Маклаков — Иван Севастьяныч, детский тренер по рукопашному бою
- Евгений Зеленский — Владимир Винниченко
- Вячеслав Згурский — охранник Барса
- Артём Полуянов — Вадим
- Владимир Волжин — отец Вадима
- Людмила Илюхина — мать Вадима
- Евгения Черникова — Соня-малолетка
- Юлия Корень — провизор
- Сергей Сафронов — главный спелеолог
- Инна Сухорецкая — Галина, сестра Головченко
- Антон Фомушкин — бомж на кладбище
- Антон Пахомов — Лисовец
- Глеб Кулаков — сын Геннадия
- Алена Малахова — дочь Геннадия
- Алексей Овсянников — Хотьков
- Лиана Гриба — Эля
- Александр Хованский — медик
- Анастасия Шеховцова — жена Барса
- Ирина Сердечная — Инесса
- Александр Арбузов — помощник губернатора
- Павел Савинов — адвокат